# Синдиника
Синдиника (от греч. κίνδυνος / kíndunos, опасность) — наука, объединяющая группу областей знания (управление риском, рискология, техника безопасности, энергетическая безопасность, экономическая безопасность, промышленная безопасность и др.), предметом которых являются факторы риска (источники опасности, угрозы) и способы снижения уровня риска. Термин является неологизмом и предложен в 1987 году французскими учёными (фр. cindyniques) в Сорбонне как обозначение обобщающей «науки об опасности». Предметная область науки сфокусирована на рассмотрении, главным образом, факторов риска техногенной природы или проявляющихся в сфере промышленного производства, энергетике, строительстве, в индустриальной сфере вообще.

## Основные идеи авторов
Как предметная область науки предложена Жорж-Ив Керверном, считавшим, что ключевой категорией этой науки является ситуация опасности.
Жан-Люк Вибо так кратко описал содержание науки в своей книге «Введение в синдинику»: термин «синдиника» был введён для описания науки об опасностях, руководствуясь намерением подойти к проблеме опасности в целом, принимая во внимание все её измерения (технические, функциональные, человеческое поведение, процедуры управления, цели, нормативные акты и так далее…); синдиника рассматривает ситуации, имеющие потенциальную или реальную форму опасности, и пытается удовлетворить потребность в более полном представлении о пространстве опасностей, чтобы связным образом сгруппировать формализацию и методы наблюдения, понимания и управления ситуациями опасности. Такие ситуации могут встречаться в любой сфере общества (рабочее место, окружающая среда, воздушный и железнодорожный транспорт) и в любой производственной деятельности (ядерной, химической, пищевой и т. д.). В предмет синдиники входит весь спектр аспектов сложности оценки опасностей и управления ими, включая наблюдение, анализ, оценку и управление опасными ситуациями, исходя из общего понимания этой науки: исторический и концептуальный взгляд на науку об опасностях, методы обеспечения безопасной работы промышленных систем, экономический анализ опасности для рационального выбора мер предотвращения.
Структурно в синдинике можно выделить три уровня моделирования:
- дескриптивный анализ сцены (ситуации) опасности;
- собственно методологический подход синдиники;
- синтез управленческих решений для разрешения и реагирования на ситуации опасности (управление опасностями и гражданская безопасность, принятие решений в опасности, обратная связь по опыту и помощь в его использовании, управление опасностями и автоматизированное управление).